# Спортивно туристично-оздоровчий комплекс імені Кирила Осьмака
Спортивно туристичний — оздоровчий комплекс «Прикарпаття» імені голови УГВР Кирила Осьмака знаходиться в с. Сприня Самбірського району.

## Заходи
На території спортивно-туристичного оздоровчого комплексу «Прикарпаття» імені президента УГВР Кирила Осьмака, організовуються Всеукраїнські   військово-патріотичні ігри, спортивні змагання, спортивні фестивалі, навчально — тренувальні збори, всеукраїнські турніри та військово -патріотичні конкурси.

## Історія
У липні 1944 року в лісі на Львівщині відбулася зустріч представників кількох українських політичних середовищ. Провідна роль у цих зборах належала бандерівському крилу Організації українських націоналістів (ОУН), а результатом зустрічі стало створення Української головної визвольної ради (УГВР). Цю структуру ще називають повстанським або підпільний парламентом
Метою організаторів було створення ширшої суспільно-політичної бази для боротьби збройного підпілля проти німців і більшовиків та притягнення до неї кадрів з-поза ОУН (представників колишніх політичних партій та непартійних діячів).
Установчі збори УГВР відбулися 11-15 липня 1944 року поблизу сіл Недільна та Сприня на Самбірщині під охороною відділів УПА.
Головою УГВР було обрано Кирила Осьмака.
Виконавчим органом УГВР був Генеральний Секретаріат, який очолював Головнокомандувач УПА Роман Шухевич, а потім очолював Василь Кук.
УГВР в окупованій Україні, збройною боротьбою керувала через УПА, а через ОУН вела політичну і пропагандистську діяльність.
УГВР підтримувала Українську Греко-Католицьку Церкву проти насильної ліквідації та вела пропаганду серед червоноармійців у Західній Україні.
У 1946 проведено бойкот радянських виборів. У жовтні 1949 року УГВР, УПА й ОУН видали «Звернення Воюючої України до всієї української еміграції» із закликом активізувати визвольну справу за кордоном.
Більшість членів УГВР в Україні загинула або була заарештована. Тоді ж практично УГВР в Україні перестала існувати.
Щорічно у другу неділю липня у селі Сприня Самбірського району на території СТОК «Прикарпаття» відбуваються урочистості, присвячені Українській Головній Визвольній Раді.